# 2101 Adonis
För andra betydelser, se Adonis (olika betydelser).
2101 Adonis eller 1936 CA är en asteroid som upptäcktes 12 februari 1936 av den belgiske astronomen Eugène Joseph Delporte i Uccle. Detta var den andra upptäckta apollo-asteroiden efter 1862 Apollo. Asteroiden har fått sitt namn efter Adonis, en älskare till Afrodite inom grekisk mytologi.
Adonis omloppsbana ligger bara 1,8 miljoner kilometer från jordens omloppsbana. Det närmaste asteroiden kommer jorden under de närmaste årtiondena är dock 5,3 miljoner kilometer år 2036.
Astronomer följde asteroiden fram till 11 april samma år som upptäckten gjordes, men den tappades därefter bort. 1977 återupptäcktes den av Charles T. Kowal. Asteroidens omloppsbana hade då förändrats något på grund av påverkan från andra himlakroppar.
Adonis tros vara ursprunget till fyra olika meteorregn. Asteroiden 1995 CS som går i samma omloppsbana som dessa meteorfragment är troligen ett stycke som brutits loss från Adonis. Med tanke på detta är det möjligt att Adonis egentligen är en slocknad komet.

## Adonis i fiction
Adonis dök upp i boken Månen tur och retur (del 2), men den hamnar aldrig mellan månens och jordens bana. däremot var dess bana inte känd under 50-talet.